# Megaselia beatricis
Megaselia beatricis är en tvåvingeart som beskrevs av Colyer 1962. Megaselia beatricis ingår i släktet Megaselia och familjen puckelflugor. Inga underarter finns listade i Catalogue of Life.